# Lochausen

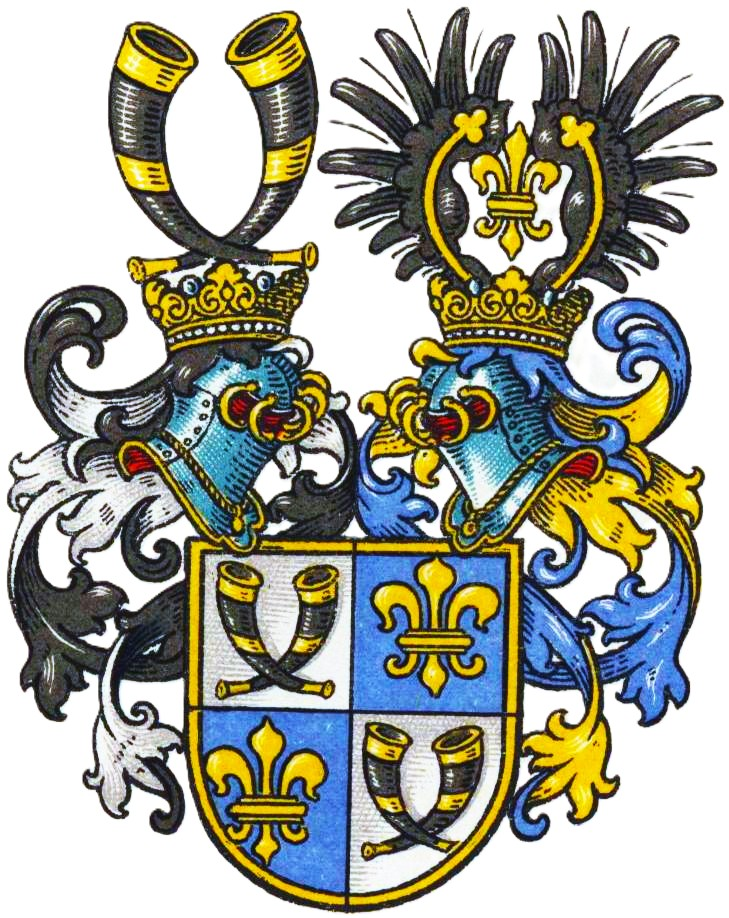
Wappen derer von Lochausen im Wappenbuch des Westfälischen Adels

Lochausen (auch Lochaussen, Lochhausen o. ä.) ist der Name eines niedersächsischen Briefadelsgeschlechts.

## Geschichte
Das Geschlecht wurde mit Diplom vom 10. Juli 1803 von König Friedrich Wilhelm III. für Hermann Werner Gottlob Lochausen (* 24. April 1749, † 22. Januar 1828), königlich-preußischer Geheimrat zu Hildesheim, in den preußischen Adelsstand erhoben. Die Familie kommt aber schon 1708 mit dem Adelsprädikat und demselben Wappen vor. Am 2./10. April 1813 wurde für denselben Hermann Werner Gottlob von Lochausen ein Patentbrief ausgestellt, durch den ihm und seinen Nachkommen der Titel „Ritter“ bestätigt wurde. Die Familie war in Preußen und im Königreich Hannover ansässig.
Hermann Werner Gottlob von Lochausen war der jüngste Sohn des Hildesheimer Geheimrats und Vizekanzlers Hermann Otto Anton von Lochausen (* 1699 in Gemen, † 17. Februar 1767 in Hildesheim). Nach seinem Studium der Rechtswissenschaft an den Universitäten Göttingen und Erfurt wurde er am 20. Januar 1772 in Hildesheim bei der Fürstlichen Regierung als Rat und Referendarius angestellt. Unter Fürstbischof Friedrich Wilhelm von Westphalen wurde er am 7. Februar 1774 zum Wirklichen Hof- und Regierungsrat, am 31. Oktober 1782 zum Kammerconsulenten und am 2. Januar 1788 zum Kammerrat befördert. Unter der nachfolgenden Regierung des Fürstbischofs Franz Egon von Fürstenberg wurde er am 13. Februar 1797 zum Kanzler, Geheimrat und Konsistorialpräsidenten und am 2. Januar 1802 zum Lehnpropst ernannt. Für seinen Dienstherrn vertrat er dessen Interessen u. a. an dem ehemaligen Reichskammergericht in Wetzlar. Von 1797 bis zur Vereinigung des Fürstentums Hildesheim mit dem Preußischen Staat 1802 war Hermann Werner Gottlob von Lochausen an allen öffentlichen Angelegenheiten des Fürstentums beteiligt und übte auf die Gesetzgebung im Fürstentum einen wesentlichen Einfluss aus. In der folgenden preußischen Zeit war er Direktor bei der in Hildesheim errichteten königlich-preußischen Regierung. Nachdem das Hildesheimsche 1807 dem Königreich Westphalen einverleibt worden war, wurde von Lochausen Präsident des in Hildesheim errichteten Tribunals. Nach dem Zusammenbruch der französischen Herrschaft und der Zuordnung des Fürstentums Hildesheim zum Königreich Hannover wurde von Lochausen am 1. Mai 1815 zum Direktor der in Hildesheim errichteten Justizkanzlei bestellt. 1821 erhielt er für seine langjährigen Dienste das Ritterkreuz des königlichen Guelphen-Ordens verliehen. Von Lochausen war zweimal verheiratet. Seine erste Frau war eine Tochter des Amtmanns Wilhelm Krift zu Liebenburg, seine zweite eine Tochter des Prokurators am Kammergericht und Geheimrats in Wetzlar Johann Philipp Gottfried von Gülich (1729–1801). Aus erster Ehe entstammte eine Tochter, die verheiratet war und zwei Söhne gebar, aber bereits vor ihrem Vater verstarb, aus zweiter Ehe ein Sohn und eine Tochter. Eine Schwester von Hermann Werner Gottlob von Lochausen war mit Andreas von Steigentesch, dem späteren Vater von August Ernst von Steigentesch, verheiratet. Die Schwester verstarb früh und die Ehe blieb kinderlos. Erst in zweiter Ehe erhielt Andreas von Steigentesch den genannten Sohn.
Wilhelm Anton von Lochausen erscheint 1802 als Domvikar zu Hildesheim. Emma von Lochausen heiratete am 21. Oktober 1828 Albert Berkelmann, Landphysikus zu Lamspringe. 1839 kommandierte ein Major von Lochausen das 2. Bataillon des königlich-preußischen 30. Landwehr-Regiments. Ida von Lochausen († 15. Oktober 1862) war Kanonissin zu Hofschwicheldt.

## Stammfolge
- Heinrich Lochausen ⚭ Anna Jakobe Lüdecken
  - Ferdinand Arnold von Lochausen ⚭ Anna Maria Mertloch
    - Hermann Otto Anton von Lochausen (1699–1767) ⚭ Konstantia Henrika Sidonie Apollonia Friess (* 1706 in Wetzlar; † 1780 in Hildesheim)
      - Damian Josef von Lochausen (* 3. Januar 1739 in Hildesheim, † 1. März 1822 in Peine), 1766–1815 Amtmann im Amt Peine, ⚭ Marie Klara Antonette Josefa Schiller (* 1745)
        - Marie Konstantia von Lochausen (* 1772)
        - Marie Susanne Ferd. Josefe von Lochausen (* 1774)
        - Franz Otto Nikolaus Josef von Lochausen (* 1775), 1799–1824 Amtmann im Amt Winzenburg, ⚭ Amalie Sofie Konrad von Garßen
          - Hermann Otto Joseph von Lochausen (* 5. Dezember 1799), 1829 stellvertretender Amtsassessor im Amt Vienenburg,[9] 1830 Amtsassessor, 1853 und noch 1856 Oberamtsrichter zu Hildesheim, ⚭ 1830 in Vienenburg mit Rosana Osthaus (* 26. August 1809)
            - Rosanna Klara von Lochausen (* 2. Juni 1831) ⚭ Johann Franz Hoffmann (* 15. Juli 1819)
            - Franziska Wilhelmine von Lochausen (* 31. Juli 1832) ⚭ Wilhelm Josef Leopold Osthaus (* 20. Mai 1818)
            - Marie Karoline Charlotte von Lochausen

        - Klemens Val. Johann Nepomuk Joseph von Lochausen (* 1777)
        - Marie Anna Luzie (Josefina) von Lochausen
        - Marie Fried. Konstantia Josefe von Lochausen (* 1782) ⚭ Georg Karl August von Garßen
        - Hermann Werner Gottlieb Joseph von Lochausen (* 1784)
        - Karl Josef Andreas von Lochausen (* 1787), 1806 Jurastudent
        - Marie Anna Therese Josefe von Lochausen (* 1788) ⚭ I. 1808 in Peine den Franz Walter Christoph von Hermanni (1788–1810), ⚭ II. Ferdinand Friedrich von Pawel (* 1785)

      - N. N. Tochter († zwischen 1768 und 1773) ⚭ Andreas von Steigentesch (* 1741; † 4. Juli 1802), 1768 fürstlich-hildesheimischer Hof- und Regierungsrat, 1793 kurfürstlich Mainzer Minister und Direktorialgesandter zu Regensburg
      - Hermann Werner Gottlob von Lochausen (1749–1828) ⚭ I. N. N., Tochter von Wilhelm Krift, Amtmann im Amt Liebenburg, ⚭ II. N. N., Tochter von Reichskammergerichtsprokurator Johann Philipp Gottfried von Gülich (1729–1801)
        - aus I.: eine Tochter (verheiratet, 2 Söhne)
        - aus II.: Philipp von Lochausen († 7. Juni 1851), Oberklosterrat zu Hildesheim
        - aus II.: Marianne von Lochausen (* 1. April 1783) ⚭ 20. Februar 1803 mit Friedrich Ludwig Weinhagen († 15. April 1835), Hofkammerrat zu Hildesheim

## Wappen
Blasonierung: Schild (goldumrändert und) quadriert. Felder 1 und 4 in Silber zwei über Kreuz gelegte schwarze Hifthörner mit goldenen Beschlägen; Felder 2 und 3 in Blau eine goldene Lilie. Zwei gekrönte Helme: I. mit schwarz-silbernen Helmdecken die gekreuzten schwarzen Hifthörner; II. mit blau-goldenen Decken ein offener schwarzer Flug (mit goldenen Kleestengeln), dazwischen die goldene Lilie.